# Europsko prvenstvo u košarci za žene – Mađarska 1983.
Europsko prvenstvo u košarci za žene 1983. godine održalo se u Budimpešti, u Mađarskoj od 11. do 18. rujna 1983. godine.